# رافع دخيل
رافع دخيل ولد في 2 أكتوبر 1953 في رأس الجبل، هو سياسي تونسي.

## السيرة الذاتية

### الدراسات
رافع دخيل متحصل على الباكالوريا في الرياضيات في 1973، ثم على شهادة من معهد الدراسات التجارية العليا بقرطاج في 1977، وعلى شهادة دراسات معمقة في التصرف من كلية الحقوق والعلوم الاقتصادية والسياسية بتونس في 1982.

### المسار المهني والسياسي
بدأ عمله في الشركة التونسية لصناعة الحديد الفولاذ كمدير مشتريات في 1982. بعد ذلك أصبح مدرسا في المدرسة الوطنية للمهندسين بتونس حتى 1985، وتولى في نفس الوقت مراقبة التحكم واستغلال شركة المترو الخفيف لمدينة تونس.

عين رفع دخيل في 1988 مديرا لديوان وزير الثقافة. عين في 1989 كرئيس مدير عام شركة النقل عبر الأنابيب، قبل أن يصبح والي سوسة في 1990، ثم رئيس مدير عام شركة فسفاط قفصة في 1991 والمجمع الكيميائي التونسي في 1994.

عين في 23 يناير 2001 كاتب دولة لدى وزير الصناعة في حكومة محمد الغنوشي الأولى حتى أكتوبر 2001، تاريخ تعيينه رئيس مدير عام الخطوط التونسية. ثم عين في 10 نوفمبر 2004 في منصب وزير الشؤون الاجتماعية والتضامن والتونسيين بالخارج في حكومة محمد الغنوشي الأولى حتى 17 أغسطس 2005، عندما عين وزيرا مكلفا بالاتصال والعلاقة مع مجلس النواب ومجلس المستشارين في نفس حكومة الغنوشي حتى 9 أكتوبر 2009.

عين في 21 يناير 2010 رئيس مدير عام الشركة الوطنية لتوزيع البترول، حتى غادر منصب إثر الثورة التونسية في 2011.

كان رافع دخيل عضو اللجنة المركزية لحزب التجمع الدستوري الديمقراطي.

أسس رافع دخيل في نوفمبر 2015 المنتدى التونسي للاقتصاد والتنمية. وفي 21 أبريل 2016، عين مستشارا شرفيا لدى الغرفة الاقتصادية الأوروبية.

## التتبعات القضائية
بعد الثورة التونسية، ألقي القبض على رافع دخيل في 5 يونيو 2012 لاتهامه في قضية وظائف وهمية في الخطوط التونسية، وأطلق سراحه في 19 يونيو 2013. رفع تحجير السفر عليه في 3 أبريل 2015 رغم بقائه تحت التحقيق.

في 2 فبراير 2016 حكمت عليه المحكمة الابتدائية بتونس ب2 سنوات سجن وبخطية مالية بتهمة فساد مالي واستغلال موظف عمومي في نفس قضية الخطوط التونسية، لكنه اعترض على الحكم لأنه لم يتلقى دعوة للمحاكمة، فتم الحكم بعدم سماع الدعوى في 19 أبريل.

## الحياة الخاصة
رافع دخيل متزوج وأب لأربعة أطفال.